# ۱۹ آذر
۱۹ آذر دویست و شصت و پنجمین روز از سال در گاه‌شماری خورشیدی است. به پایان سال ۱۰۰ روز (۱۰۱ روز در سال کبیسه) باقی‌است.

## رویدادها
- ۱۳۵۷ - راهپیمایی ۱۹ آذر ۱۳۵۷
- ۱۳۶۱ - برگزاری انتخابات دوره نخست مجلس خبرگان رهبری
- ۱۳۶۳ - بنیان‌گذاری شورای عالی انقلاب فرهنگی [۱]
- ۱۴۰۲ - آتش‌سوزی پالایشگاه هیدروکربن بیرجند

## زادروزها
- ۱۳۰۵ - جواد نوربخش، روان‌پزشک، شاعر و نویسنده
- ۱۳۱۰ - حیدر رقابی، شاعر و فعال سیاسی

## درگذشتگان
- ۱۳۷۹ - علی‌اصغر گرمسیری، بازیگر
- ۱۳۹۵ - علی باقرزاده، شاعر، نویسنده و نیکوکار
- ۱۳۹۷ - احمدرضا دالوند، پژوهشگر و نویسنده
- ۱۳۹۹ - محمد یزدی، چهارمین رئیس مجلس خبرگان رهبری
- ۱۴۰۲ - محمود مشحون، رئیس فدراسیون بسکتبال ایران
- ۱۴۰۲ - عبدالله تاتلی، نماینده حوزه انتخابیه مریوان و سروآباد در دوره دوم مجلس شورای اسلامی و دوره سوم مجلس شورای اسلامی